# Willis Towers Watson
Willis Towers Watson ist ein globales multinationales Risikomanagement-, Versicherungsmakler- und Beratungsunternehmen mit Sitz im irischen Dublin und operativer Hauptzentrale im britischen London.

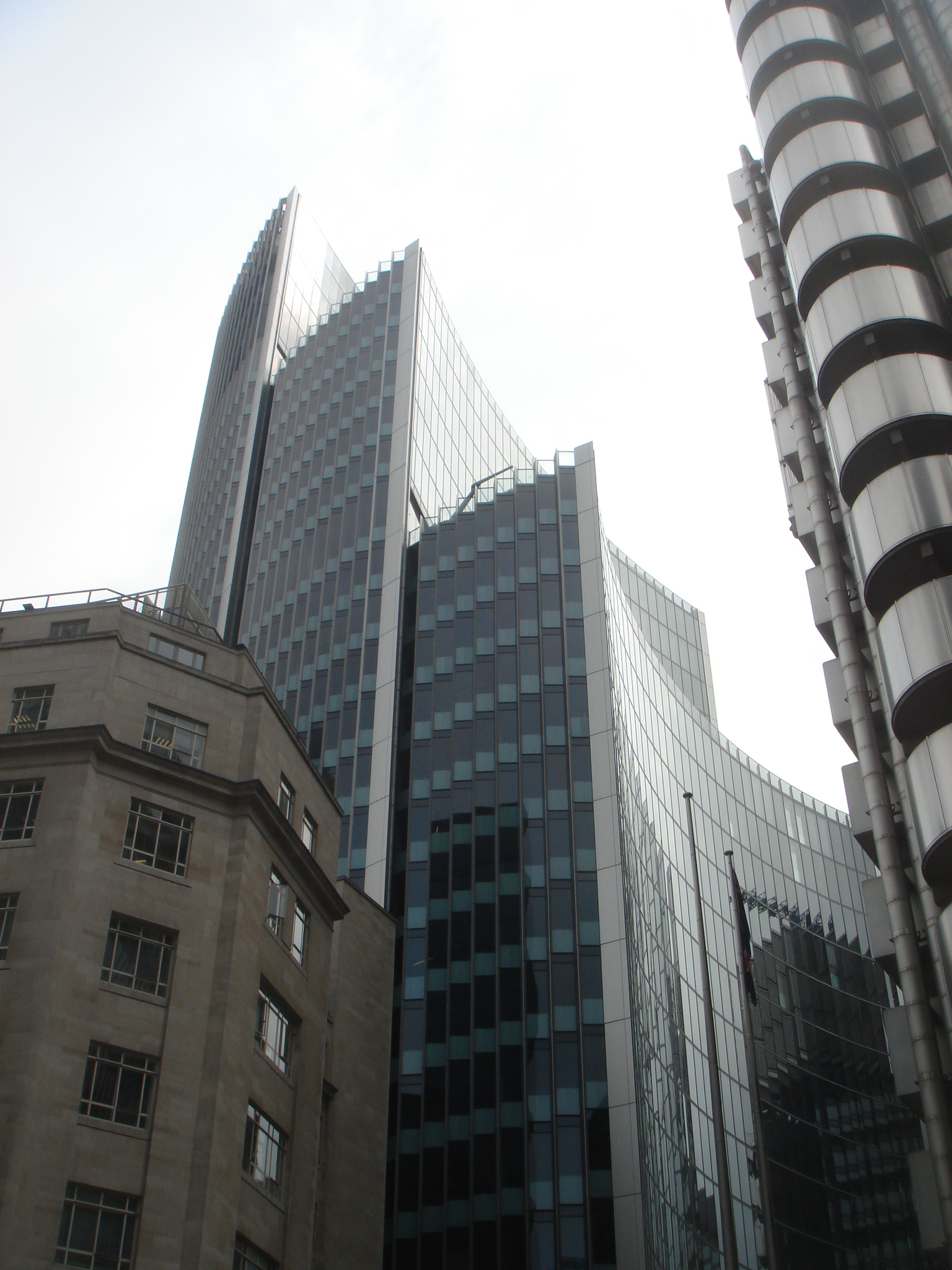
Hauptverwaltung in London

Das Unternehmen ist an der NASDAQ notiert und im S&P 500 gelistet. Willis Towers Watson arbeitet in mehr als 140 Ländern und beschäftigt mehr als 46.600 Mitarbeiter.

## Geschichte
Willis Towers Watson wurde Anfang 2016 als Zusammenschluss der Londoner Willis Group Holdings und der US-amerikanischen Towers Watson & Co. gegründet.